# Clathria rhaphidotoxa
Clathria rhaphidotoxa är en svampdjursart som beskrevs av John W.W. Stephens 1915. Clathria rhaphidotoxa ingår i släktet Clathria, och familjen Microcionidae. Inga underarter finns listade.